# Grup Ruedo Ibérico
|  | Aquest article tracta sobre el grup d'artistes plàstics espanyols. Vegeu-ne altres significats a «Ruedo ibérico (desambiguació)». |

El Grup Ruedo Ibérico defineix a un grup d'artistes plàstics i de teòrics de l'art espanyols que, per iniciativa del pintor José Caballero, es van unir el 1987 per a defensar l'experimentació en l'art i la promoció de la seva obra.
Va estar integrat pels artistes plàstics Salvador Victoria, José María Iglesias, José Luis Fajardo, Luis Caruncho, Álvaro Delgado i Águeda de la Pisa (l'única dona i la més jove del grup). També formaven part d'ells escriptors i teòrics de l'art José Luis Morales i José Manuel Caballero Bonald.
El Grup Ruedo Ibérico va organitzar diverses exposicions nacionals i internacionals, la més important de totes la que es va veure en el Centro Cultural de la Villa (Madrid) en 1991.